# Arabari

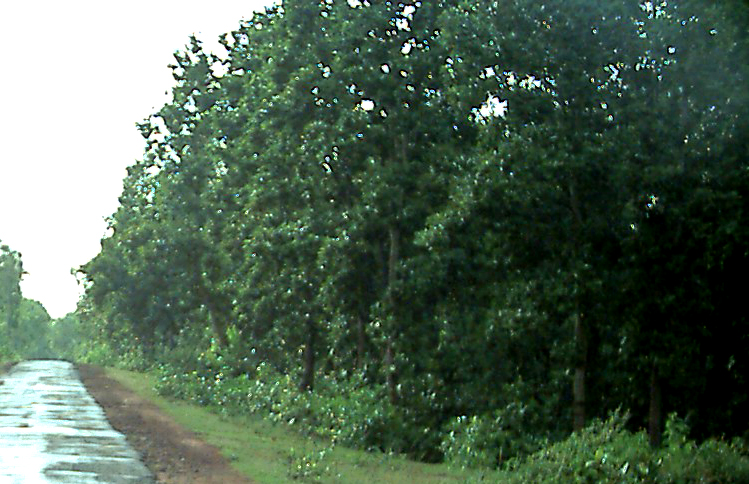
Floresta de Arabari

Arabari ou Arabari Forest Range, é uma floresta no distrito de Midnapore Ocidental, em Bengala Ocidental, na Índia. Os esforços de conservação foram iniciados em 1972 por Shri Ajit Kumar Banerjee, oficial do Serviço Florestal Indiano, em uma área de 1.272 ha, envolvendo uma população local que vive nos limites da floresta através de um processo de participação voluntária. Esse processo de esverdear a floresta foi criado com a criação de comitês de manejo florestal conjunto, constituídos pelos moradores locais e, como resultado de seus esforços, uma floresta que inicialmente era quase inútil se tornou um benefício econômico para os moradores; o valor da área florestal multiplicado várias vezes. Sob esse esquema, os moradores envolvidos ativamente com os esforços de conservação na floresta obtiveram os benefícios do emprego na silvicultura e na colheita, compartilhando 25% dos lucros da produção florestal e coletando lenha e forragem na área da floresta a uma taxa nominal. Esse esquema ainda é praticado em Arabari.

## Geografia
Arabari faz fronteira com a faixa de Dalma em Singhbhum Oriental, Jharkhand, de onde os elefantes vêm e se alimentam na floresta e também atacam as pessoas da vila. A vegetação dominante na floresta é do sal de madeira (Shorea robusta), que é uma cultura comercialmente remunerada. A floresta é classificada como parte das florestas decíduas úmidas das Planícies Gangéticas Superiores. Está na antiga Divisão Florestal de Midnapore, no antigo distrito de Midnapore, agora conhecido como distrito de West Midnapore, perto da cidade de Midnapore. A área central da floresta fica a 30 quilômetros (19 milhas) da cidade de Midnapore, e a 200 quilômetros (120 milhas) a oeste de Calcutá.

## História
Antes de 1972, o Departamento Florestal estava preocupado com a degradação das florestas nos distritos do sudoeste de Bengala Ocidental. Os aldeões locais não tiveram nenhum papel na operação e manutenção das florestas praticadas pelo governo, que até se desenvolveram em frequentes confrontos entre eles. Essa política havia impedido os moradores de obter seu sustento das florestas. Antes, os aldeões obtiveram benefícios de lenha, forragem, pastoreio de gado, produção florestal menor e até uma renda da venda de lenha. Temia-se, portanto, que a situação encorajasse a militância dos naxalitas (grupos guerrilheiros comunistas na Índia) a se tornarem ativos na área.
Para remediar esta situação, o Departamento Florestal selecionou a área florestal degradada de Arabari e envolveu os moradores locais em seu manejo e conservação. A.K Banerjee, Oficial Florestal do Distrito (DFO)), escolhido para a tarefa, procurou ativamente os moradores locais do bairro em torno dos 1.272 hectares selecionados (3.140 acres) de área florestal. Ele compartilhou com eles a importância da proteção e regeneração das florestas para seu próprio benefício. Ele garantiu a eles que seus meios de subsistência seriam protegidos de sua participação no esforço de conservação, o que seria feito durante o período de escassez de suas atividades. Ele não apenas prometeu emprego aos aldeões sob os vários esquemas de emprego rural em andamento, mas também permitiu que eles cultivassem culturas como arroz, forragem, capim-sabai, milho e amendoim. Ele até permitiu que eles estabelecessem colmeias de abelhas nas áreas de floresta de eucalipto como uma medida experimental.
Ele ofereceu incentivos aos aldeões por sua participação no esforço de conservação, dando emprego nas operações de silvicultura e colheita, e também permitiu que eles coletassem lenha e forragens da floresta por uma taxa nominal. Os moradores também receberam postes para construir suas casas, incluindo reparos, para fazer um berço à venda a taxas subsidiadas. Os aldeões participantes receberam direitos exclusivos de todos os produtos florestais menores, como sal, folhas de kendu, galhos secos e sementes. Isso resultou em uma transformação dramática da floresta, que foi avaliada como inútil para uma propriedade no valor de Rs 12,5 crores em 1983.
A participação voluntária dos moradores foi formalizada na forma de um comitê de Manejo Florestal Conjunto (JFM), o primeiro de seu tipo. O processo funcionou bem e foi replicado em Bengala Ocidental desde 1987 e também no resto do país.